# Паласиос, Хулиан
Хулиа́н Андре́с Пала́сиос Иса́са (исп. Julián Andrés Palacios Isaza; род. 7 августа 2003, Медельин) — колумбийский футболист, полузащитник клуба «Энвигадо».

## Клубная карьера
Паласиос — воспитанник клуба «Энвигадо». 8 апреля 2022 года в поединке Кубка Колумбии против «Атлетико Букараманга» Хулиан дебютировал за основной состав. 19 апреля в матче против «Патриотас Бояка» он дебютировал в Кубке Мустанга. 

## Международная карьера
В начале 2023 года в составе молодёжной сборной Колумбии Паласиос принял участие в домашнем молодёжном чемпионате Южной Америки. На турнире он сыграл в матчах против команд Венесуэлы, Эквадора и Бразилии. 
В том же году Паласиос принял участие в молодёжном чемпионате мира в Аргентине. На турнире он сыграл в матче против сборной Словакии.